# Robin-Hood-Steuer
Die Robin-Hood-Steuer ist eine vorgeschlagene Finanztransaktionssteuer. Ähnlich wie mit der Tobin-Steuer soll mit ihr Geld für die internationale Entwicklung und die öffentlichen Haushalte generiert werden, um die Armut und den Klimawandel zu bekämpfen.
Die Kampagne zur Einführung einer Robin-Hood-Steuer wurde am 10. Februar 2010 gestartet und wird von einer Koalition aus über 50 karitativen Einrichtungen und Organisationen, darunter Comic Relief, Friends of the Earth, Greenpeace, Oxfam und UNICEF, getragen. Sie folgt dabei dem Beispiel der deutschen Kampagne „Steuer gegen Armut“, die im Oktober 2009 begann. Die vorgeschlagene Steuer ist nach der Sagengestalt Robin Hood benannt, der in mehreren spätmittelalterlichen bis frühneuzeitlichen englischen Balladenzyklen zu einem Vorkämpfer für soziale Gerechtigkeit stilisiert wurde.

## Die Kampagne
Die an der Kampagne beteiligten Organisationen haben vorgeschlagen, eine Reihe von Finanztransaktionen mit durchschnittlich rund 0,05 % zu besteuern. Die Steuer würde insbesondere Banken, Hedgefonds und andere Finanzinstitute treffen.
Die Höhe der Einnahmen ist abhängig von einer Reihe von unterschiedlichen Faktoren, etwa die Höhe und Art der Steuer, sowie von der Anzahl der Länder, die sich daran beteiligen. Laut Berechnungen der Organisatoren könnten damit rund „400 Milliarden Dollar an Einnahmen“ erzielt werden.
Das Geld soll je zur Hälfte für das jeweilige nationale Budget und für internationale Entwicklungshilfeprojekte verwendet werden.
Die Kampagne wurde im Zuge der immer stärker werdenden Forderung nach einer globalen Steuer auf Banken ins Leben gerufen. Am 5. Februar 2010 beim G7-Treffen in Kanada einigten sich die Beteiligten auf die Forderung einer dauerhaften Bankenabgabe, um die allgemeinen Kosten für den Staat im Falle zukünftiger Bankenkrisen zu decken. Laut Financial Times hat sich mittlerweile auch der zuvor skeptische US-Finanzminister Tim Geithner für diese Idee ausgesprochen. Die Europäische Kommission, Belgien, Brasilien, Deutschland, Frankreich, Österreich und Venezuela hatten bereits zuvor offizielle Dokumente verabschiedet, in denen sie sich für eine internationale Finanztransaktionssteuer aussprechen (siehe Tobin-Steuer#Befürworter).
Die G7-Staaten werden beim G20-Gipfel im Juni 2010 um Unterstützung für die Umsetzung auf internationaler Ebene werben. Dem Bericht der Financial Times zufolge favorisiert die internationale Gemeinschaft derzeit allerdings eine Steuer, die sich nicht nach den Finanztransaktionen, sondern den Bankaktiva berechnet.
Wenngleich die Kampagne international ausgerichtet ist, so liegt der Fokus doch in Großbritannien, wo im Sinne einer Graswurzelbewegung Aktivisten ermuntert wurden, ihre Abgeordneten und den britischen Schatzkanzler Alistair Darling dafür zu gewinnen, sich im Zuge der Budgetverkündung am 24. März 2010 für die Robin Hood Steuer einzusetzen.

## Unterschied zu anderen Steuern

### Tobin-Steuer
Tobin schlug eine Form der Devisentransaktionssteuer vor. Das ist eine Finanztransaktionssteuer, die (nur) bestimmte Arten von Devisentransaktionen (internationale Geschäfte zwischen Währungsräumen) besteuert. Der Begriff wurde am häufigsten im Zusammenhang mit dem Finanzsektor verwendet, um ihn von Konsumsteuern abzugrenzen, die von Verbrauchern gezahlt werden.
Die Robin-Hood-Steuer ist bedeutend niedriger als die Tobin-Steuer, soll aber als allgemeine Steuer auf Finanztransaktionen sicherstellen, dass Transaktionen in allen spekulationsanfälligen Bereichen (Währungen, Aktien, Derivate, Rohstoffe, Immobilientitel, Nahrungsmittel usw.) mit einer Steuer belegt werden.
Die Tobin-Steuer verfolgt in erster Linie das Ziel, den Finanzmarkt zu stabilisieren, die Einnahmen sind demgegenüber zweitrangig. Die Robin-Hood-Steuer-Kampagne hingegen zielt auf die Einnahmen ab, mit denen die nationalen Haushalte saniert und internationale Hilfsprojekte finanziert werden sollen.

### Börsenumsatzsteuer
Eine Börsenumsatzsteuer, die früher verbreitet war und gegenwärtig noch in einigen Ländern erhoben wird, bezieht ihren Schwerpunkt auf den Umsatz mit Wertpapieren an einem bestimmten Finanzplatz, jedoch nicht zwingend auf sämtliche Arten von Transaktionen wie etwa Derivate oder Rohstoffe.

## Unterstützung durch bekannte Personen
Die Kampagne beinhaltet einen Film von Richard Curtis, in dem der bekannte britische Schauspieler Bill Nighy einen Banker spielt, der zum Thema Robin-Hood-Steuer befragt wird. Trotz offensichtlicher Skepsis muss der Banker am Ende eingestehen, dass die Steuer tatsächlich eine gute Idee wäre und den Finanzsektor nicht allzu hart treffen würde.
Nach Vorbild des Originals kreierte Maria von Heland eine deutschsprachige Version mit Heike Makatsch und Jan Josef Liefers.

## Online-Kampagne
Der Vorschlag zur Einführung einer Robin-Hood-Steuer wird durch eine große Online-Kampagne begleitet.

### Fachartikel
- Paul Bernd Spahn: On the Feasibility of a Tax on Foreign Exchange Transactions (PDF; 1,2 MB) Bericht an das Bundesministerium für wirtschaftliche Zusammenarbeit und Entwicklung über die Auswirkungen einer möglichen Finanztransaktionssteuer, Bonn. Frankfurt am Main, Februar 2002 (englisch)
- Stephan Schulmeister: Eine generelle Finanztransaktionssteuer - Konzept, Begründung, Auswirkungen (PDF; 371 kB) WIFO Working Papers, Nr. 352. Dezember 2009